# Vespa GS

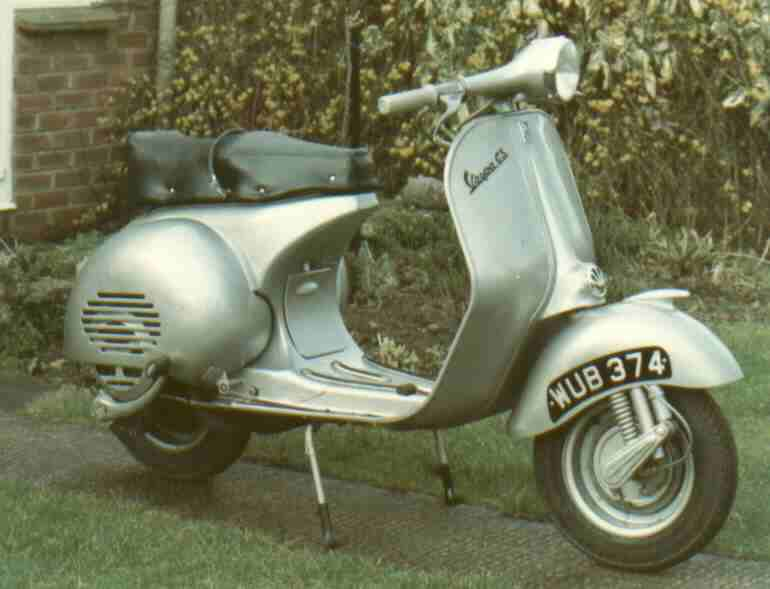
Vespa GS VS1 tại thị trường Đức

Vespa GS (Grand Sport) là một dòng xe nổi tiếng của hãng Piaggio, với hai loại dung tích cylinder 150 & 160 phân khối, được sản xuất lần đầu tiên vào năm 1955 và kết thúc năm 1964. 
Những chiếc Vespa 150 GS đầu tiên được sản xuất có ký hiệu số khung bắt đầu bằng VS1. 
Chiếc Vespa 150 GS VS1 với những đường cong ấn tượng ở đầu đèn, yên xe và nét gấp ở yếm được nhiều người cho rằng là mẫu Vespa đẹp nhất.
Động cơ xe Vespa 150 GS VS1 là những cải tiến từ nguyên lý động cơ của xe Vespa " Sei Giorni ", một dòng xe thể thao khác của Piaggio. Đầu piston của xe được thay đổi, từ dạng có một gờ nhô lên của " Sei Giorni " chuyển sang dạng vòm, giúp xe đạt đến tỉ số nén 7:1, hành trình piston và đường kính cylinder đều bằng 57mm, chế hòa khí Dellorto UB23S3, cộng với việc là chiếc xe đầu tiên của Piaggio có 4 cấp số truyền động đã tạo cho chiếc xe một sức mạnh đáng gờm và nó có thể đạt vận tốc 100 km/h.
Bắt đầu từ năm 1962 Piaggio sản xuất Vespa 160 GS, với số khung mới bắt đầu bằng VSB1T, hành trình piston 60mm, đường kính cylinder 58mm, chế hòa khí Dellorto SI27/23, động cơ đạt tỉ số nén 7,3:1, dung tích thực 158,53cc, vận tốc tối đa 105 km/h.
Piaggio ngừng sản xuất Vespa 160 GS năm 1964, họ chuyển sang dòng Vespa Sport tiếp theo là Vespa Super Sport 180 năm 1965.
Trong quá khứ, Vespa GS tràn ngập trong những Rally của các tay đua Scooter, và tỏ ra không có đối thủ suốt thập niên 50&60.
Ngày nay Vespa GS vẫn là một trong những mẫu Vespa được săn lùng nhiều nhất và rất đắt giá, đặc biệt là chiếc Vespa 150 GS VS1.